# Bitka za Olovo
Bitka za Olovo je bila bitka između Jugoslovenske Vojske u Otadžbini i partizana protiv osovinskih snaga Nezavisne Države Hrvatske stacioniranih u Olovu u periodu 1 novembar — 17 decembar 1941. Nakon više neuspešnih pokušaja počev od 1 novembra 1941 ustaničke snage su uspele da oslobode Olovo 17 decembra 1941.

## Pozadina
Četnici su 21 septembra 1941 napali odred milicije koji je čuvao drveni most između Olova i Kladnja. Ubili su jednog i zarobili 9 milicionera, bez oštećivanja samog mosta. Drveni most između Olova i Zavidovića su četnici spalili 29 septembra 1941.
Partizani iz Romanijskog partizanskog odreda su 28 oktobra 1941 zajedno sa četnicima oslobodili selo Knežina posle trodnevne borbe. Domobrani i Muslimanska milicija su se povukli iz Knežine u Olovo.

## Snage
Četiri čete četničkih odreda JVuO koje su učestovale u napadu na Olovo su imale oko 400 vojnika. Snage komunista su se sastojale od delova Romanijskog partizanskog odreda (Knežinska, Bjelogoračka, Crepoljska četa) i pripadnika odreda Zvijezda (Nišićki bataljon i Crnovrška i Vlahinska četa) sa ukupno 800 partizana.
Oružane snage sila osovine koje su bile stacionirane u Olovu su pripadale su III Domobranskom korpusu pod komandom Mihajla Lukića. Kapetan Sreharski Janko je 14 novembra 1941 bio postavljen za komandanta garnizona u Olovu. Četvrta četa Sarajevskog rezervnog bataljona je bila pod komandom poručnika Ante Marinkovića. Polovinom decembra 1941 u Olovu su bile dve čete domobrana, 180 pripadnika Muslimanske milicije, 40 žandarma i baterija brdskih topova. Jedna četa domobrana (4. četa Sarajevskog rezervnog bataljona sastavljena od 166 domobrana) je branila pozicije severoistočno od Olova. Jugoistočne položaje je držala 17. četa 6. Pešadijskog puka sastavljena od 70 domobrana jer je bila oslabljena za jedan vod koji je držan u rezervi. Zapadne položaje je držala Muslimanska milicija sa dva odreda sastavljena od 130 milicionera i 40 žandarma. Baterija brdskih topova je dejstvovala sa pozicija zapadno od železničke stanice u Olovu. Po jedan vod 17. čete i 6. Pešadijskog puka je držan u rezervi dok su krila bila pod zaštitom 50 pripadnika Muslimanske milicije iz sela Ponjerka.

## Ofanziva

### Artiljerijska priprema
Prvi neuspešan napad ustanika na Olovo je bio organizovan 1 novembra 1941.
Prema nekim tadašnjim hrvatskim izvorima, u periodu između 1 i 24 novembra 1941 oko 240 četnika je bilo ubijeno tokom napada na formacije sila osovine koje su držale Olovo. Ustanici su napali osovinski garnizon u Olovu 17 decembra u 7 časova ujutru. Napad je počeo artiljerijom četnika koji su uništili položaj Muslimanske milicije ubivši i ranivši 24 milicionera dok su preostalih 6 milicionera pobegli. Četnička artiljerija je tada bila usmerena protiv najvažnije pozicije snaga sila osovine u Olovu, tzv "Stijene" sa koje je dejstvovala 4. četa Sarajevskog rezervnog bataljona uz podršku jednog mitraljeza. Mitraljeska postaja je brzo bila neutralisana od strane četničke artiljerije. Kada je druga mitraljeska jedinica zamenila uništenu četnici su je vrlo brzo uništili artiljerijom.

### Pešadijski juriš i oslobađanje Olova
Oko 10 časova prepodne ustanici su obustavili artiljerijsku vatru koja je bila zamenjena dejstvom ustaničkog pešadijskog naoružanja. Tokom ovog napada komandir 4 čete Sarajevskog rezervnog bataljona Ante Marinković je bio ranjen a njegova četa je bila prisiljena da se povuče sa položaja "Stijena" u 12:30. Posle dobijenog pojačanja od strane jednog rezervnog voda ova četa je uspela da nakratko ponovo zauzme Stijenu ali je ipak bila prinuđena da se sa nje povuče zbog napada znatno brojnijih četničkih snaga. Kada su četnici zauzeli Stijenu zapalili su slamu kao signal drugimi ustanicima da je njihov napad uspeo. Ovo je pojačalo moral ustanika da napadnu još žešće položaje snaga sila osovine koje su se povlačile sa svojih pozicija. Da bi izbegao zarobljavanje njegovih snaga, komandant svih snaga u Olovu, Streharski, je naredio povlačenje na položaje zapadno od sela Solun. Ustaničke jedinice sastavljene od četnika i partizana su 17 decembra 1941 oslobodile Olovo. Streharski je pod napadima ustanika nastavio sa povlačenjem svojih jedinica i 18 decembra dok njegove snage nisu došle do Careve ćuprije.

## Kasnije
Olovo je krajem 1941 bio jedan od mnogih gradova u istočnoj Bosni u kojima je funkcionisala zajednička partizansko - četnička uprava.
Posleratni jugoslovenski izvori ističu da su 21 januara 1942 delovi nemačkog 750 puka iz 718 Pešadijske divizije zauzeli Olovo posle slabog otpora četnika. Tokom 1943 partizanska 2. Srpska brigada je zauzela Olovo i zapalila železničku stanicu, vagone i opremu.